# Eric Tangradi
Eric Tangradi (* 10. Februar 1989 in Philadelphia, Pennsylvania) ist ein ehemaliger US-amerikanischer Eishockeyspieler, der im Verlauf seiner aktiven Karriere zwischen 2006 und 2020 unter anderem 153 Spiele in der National Hockey League (NHL) auf der Position des linken Flügelstürmers bestritten hat. Der 1,93 m große Power Forward wurde 2007 von den Anaheim Ducks gedraftet, ehe er vier Jahre für die Pittsburgh Penguins sowie drei Jahre für die Detroit Red Wings bzw. deren Farmteams in der American Hockey League (AHL) spielte.

## Karriere

### Jugend
Eric Tangradi wurde in Manayunk, einem Stadtteil von Philadelphia, geboren und wuchs dort mit seinen Eltern und seinen zwei Schwestern auf. Er besuchte die Archbishop John Carroll High School und spielte für diese in der regionalen High-School-Liga, ehe er von 2005 bis 2006 auf die Wyoming Seminary ging, eine Privatschule zur Vorbereitung auf das College. Tangradi allerdings verzichtete auf ein Studium und zog im Alter von 17 Jahren nach Belleville, Ontario, um dort fortan für die Belleville Bulls in einer der drei höchsten kanadischen Juniorenligen, der Ontario Hockey League, zu spielen.
In seiner ersten regulären Saison erzielte er für einen Außenstürmer schwache fünf Tore in 65 Spielen. Allerdings steigerte er sich in den anschließenden Play-offs, erreichte 17 Scorerpunkte in 15 Spielen und zog damit die Aufmerksamkeit für den anstehenden NHL Entry Draft 2007 auf sich. In diesem wählten ihn die Anaheim Ducks an 42. Position aus, beließen ihn jedoch wie üblich bei seinem Juniorenteam, um weiterhin Spielpraxis zu sammeln. Seine zweite Spielzeit in Belleville gestaltete sich direkt erfolgreicher, so kam er auf 60 Scorerpunkte in 56 Spielen und scheiterte mit der Mannschaft erst im Finale der Play-offs um den J. Ross Robertson Cup mit 3:4 an den Kitchener Rangers. Durch seine überzeugenden Leistungen führte er die Bulls im nächsten Jahr als Mannschaftskapitän an und steigerte seine Statistik erneut auf 88 Punkte, durch die er unter die besten 10 Scorer der Liga kam. Bereits im Dezember 2008 hatte er bei den Anaheim Ducks einen Entry Level Contract unterschrieben, der es den Ducks erlaubte, ihn im Februar 2009 gemeinsam mit Chris Kunitz an die Pittsburgh Penguins abzugeben, um im Gegenzug Ryan Whitney zu erhalten.
Bevor Tangradi allerdings endgültig in das System der Penguins wechselte, nahm er mit der U20-Nationalmannschaft der USA an der U20-Junioren-Weltmeisterschaft 2009 in Ottawa teil und erreichte dort den fünften Platz. Tangradi selbst fiel dort negativ auf, als er im Vorrundenspiel gegen Kanada seinem Gegenspieler Chris DiDomenico den Schläger ins Gesicht hielt, als dieser nach einem Tor seiner Mannschaft nahe an der Bank der Amerikaner vorbeilief.

### Pittsburgh Penguins

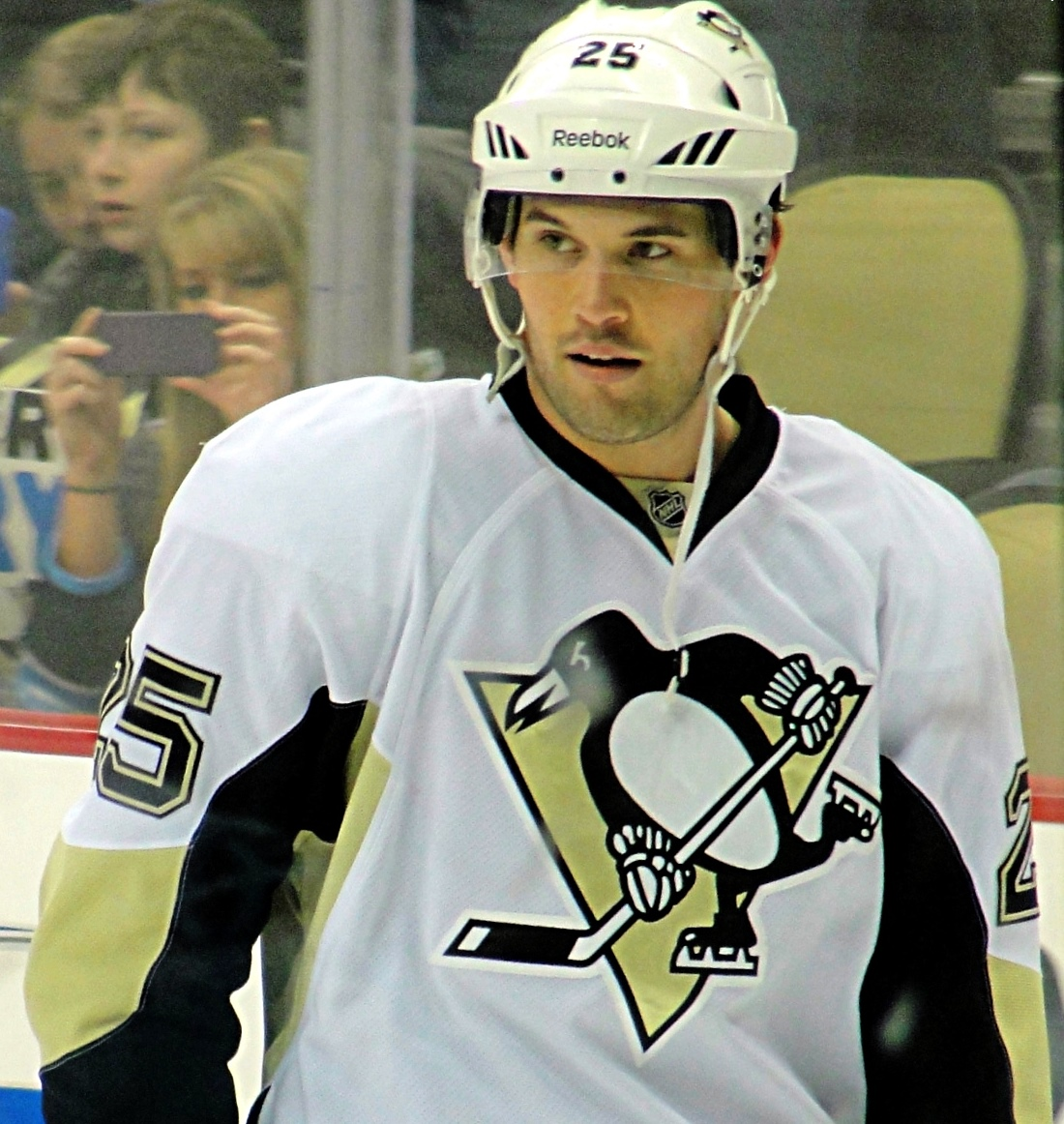
Tangradi im Trikot der Pittsburgh Penguins (2012)

Bei den Pittsburgh Penguins wurde Tangradi erst einmal an das Farmteam in der American Hockey League, die Wilkes-Barre/Scranton Penguins, abgegeben. Dort absolvierte er seine ersten Spiele auf professioneller Ebene, wobei sich Tangradis Spielweise als klassischer Power Forward (bei einer Größe von 1,93 m und 100 kg Körpergewicht) spätestens hier etablierte. In diesem Zusammenhang entwickelte sich auch sein Spitzname „Big Dog“ (dt.: „Großer Hund“). Zum Ende der Saison 2009/10 kam er im letzten Spiel der regulären Saison zu seinem Debüt in der NHL. Die folgende Spielzeit 2010/11 begann Tangradi im NHL-Kader, wurde aber nach wenigen Spielen wieder in die AHL zurückgeschickt. In der AHL überzeugte er mit seinen Leistungen, sodass er am AHL All-Star Game 2011 teilnahm. Im Frühjahr 2011 stand er ein weiteres Mal im NHL-Kader, fiel allerdings nach einem Ellbogen-Schlag von Gegenspieler Trevor Gillies im Spiel gegen die New York Islanders für zwei Monate aus; Gillies wurde für neun Spiele gesperrt. Insgesamt stand er 15 Mal in der NHL auf dem Eis und schoss dabei ein Tor und bereitete zwei weitere vor.
In den folgenden zwei Saisons spielte Tangradi abwechselnd in NHL und AHL, wobei er in der AHL großen Anteil am Erfolg hatte, während ihm in der NHL weiterhin eine mangelnde Torgefahr nachgesagt wurde (24 Spiele und nur zwei Scorerpunkte in der Saison 2011/12). Meist spielte er in der vierten Reihe als klassischer Power Forward mit körperbetontem Spiel, aber weniger ausgeprägter Technik.

### Winnipeg Jets
Im Februar 2013, während der durch den Lockout verkürzten Saison 2012/13, gaben ihn die Penguins im Austausch für einen Sechstrunden-Draftpick an die Winnipeg Jets ab. Der Pick war ursprünglich für die siebte Runde des Entry Drafts 2013, wurde allerdings durch eine bestimmte Anzahl von Einsätzen, die Tangradi bei den Jets erreichte, auf einen für die sechste Runde aufgewertet. In der Tat entwickelte sich Tangradi prompt zum Stammspieler und absolvierte in seinen ersten beiden Jahren in Winnipeg 91 Spiele für die Jets.

### Stete Wechsel
Am 5. Oktober 2014 wurde Tangradi von den Jets an die Canadiens de Montréal abgegeben, die ihrerseits Patrick Holland und Peter Budaj nach Winnipeg transferierten. Tangradi wurde noch am gleichen Tag an die Hamilton Bulldogs der AHL, das damalige Farmteam der Canadiens, abgegeben. Im Laufe der Saison kam der Angreifer nur zu sieben NHL-Einsätzen und verbrachte den Rest der Spielzeit in der AHL. Nach der Saison wurde sein auslaufender Vertrag nicht verlängert, sodass er im Juli 2015 einen neuen Einjahresvertrag bei den Detroit Red Wings unterzeichnete. Dieser wurde im März 2016 um zwei weitere Saisons verlängert, bevor er in der Spielzeit 2016/17 mit den Grand Rapids Griffins, dem Farmteam der Red Wings, den Calder Cup gewann. Nach der Saison 2017/18 erhielt Tangradi keinen neuen Vertrag in Detroit, sodass er sich als Free Agent den New Jersey Devils anschloss.
Zur Saison 2019/20 wechselte Tangradi nach Kasachstan zu Barys Nur-Sultan in die Kontinentale Hockey-Liga, kehrte von dort jedoch bereits im Dezember 2019 zu den Grand Rapids Griffins in die AHL zurück. Dort beendete er die Spielzeit und anschließend seine aktive Laufbahn.

## Erfolge und Auszeichnungen
- 2011 Teilnahme am AHL All-Star Classic
- 2017 Calder-Cup-Gewinn mit den Grand Rapids Griffins

## Karrierestatistik

### International
Vertrat die USA bei:
- U20-Junioren-Weltmeisterschaft 2009

(Legende zur Spielerstatistik: Sp oder GP = absolvierte Spiele; T oder G = erzielte Tore; V oder A = erzielte Assists; Pkt oder Pts = erzielte Scorerpunkte; SM oder PIM = erhaltene Strafminuten; +/− = Plus/Minus-Bilanz; PP = erzielte Überzahltore; SH = erzielte Unterzahltore; GW = erzielte Siegtore; 1 Play-downs/Relegation; Kursiv: Statistik nicht vollständig)